# جاكسونفيل جاغوارز
جاكسونفيل جاغوارز: فريق في دوري كرة القدم الأمريكية القسم AFC الجنوبية. يلعب الفريق في ملعب إيفربانك فيلد.